# Tank 500

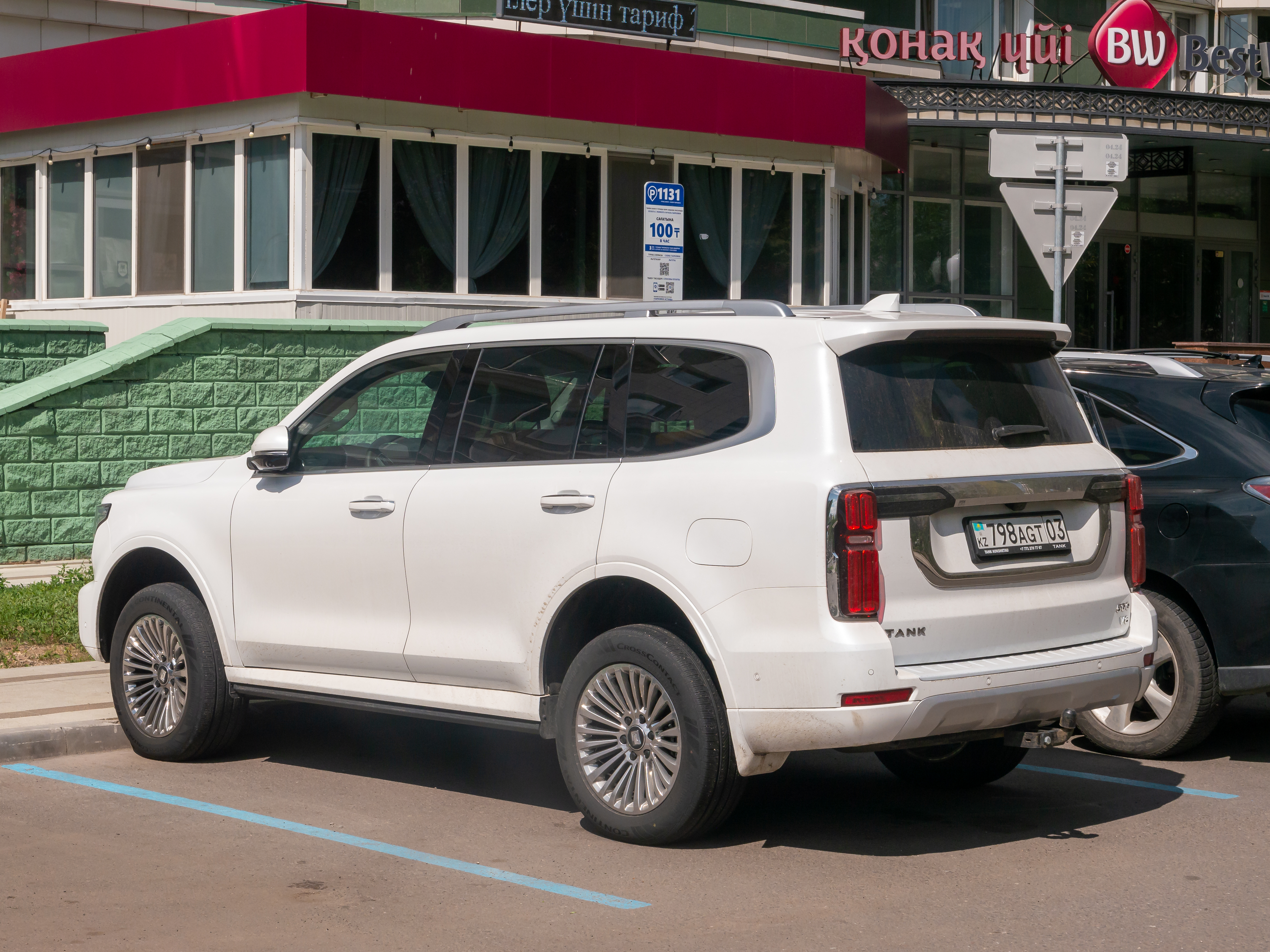
Heckansicht ohne Ersatzrad

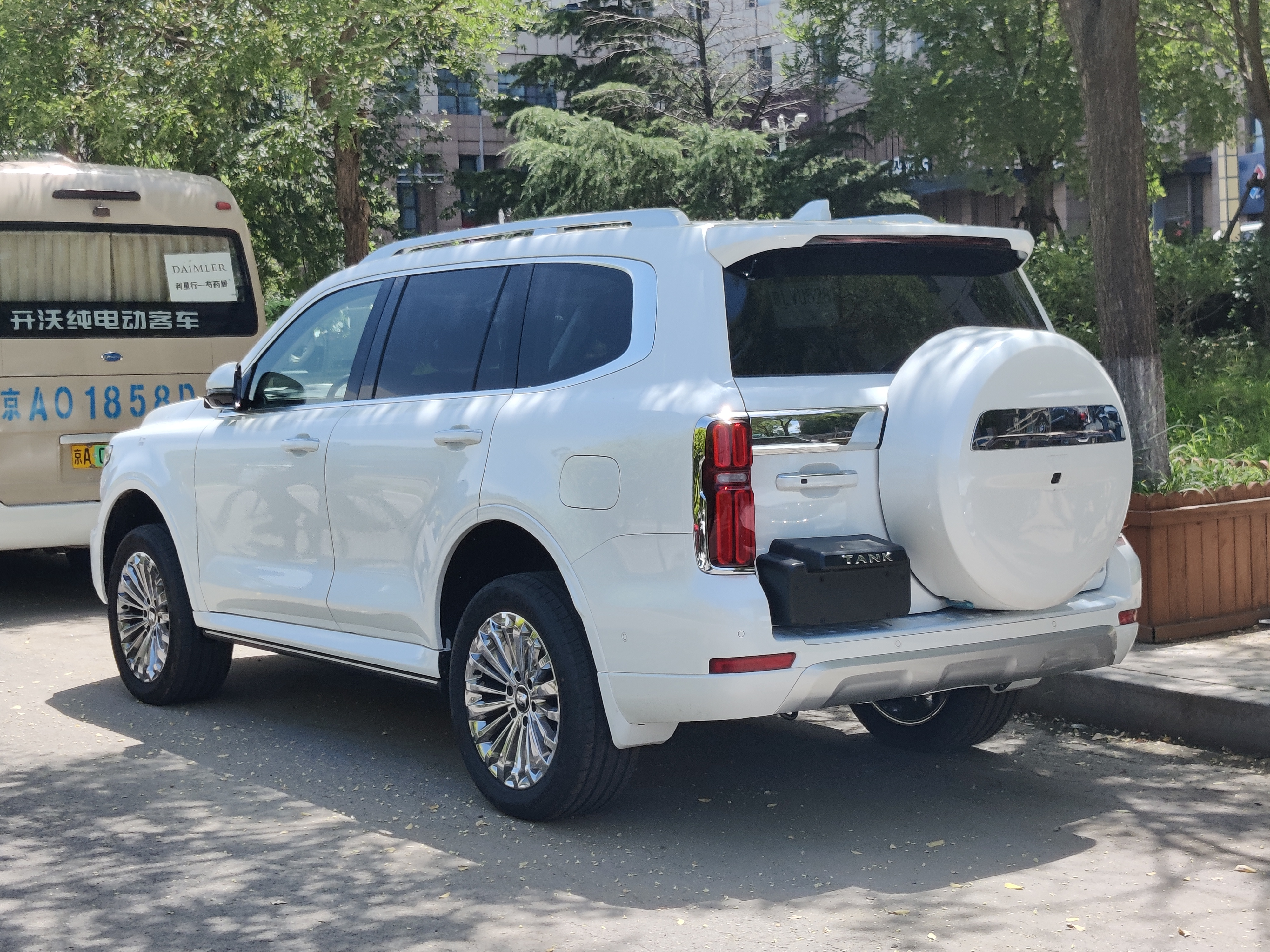
Heckansicht mit Ersatzrad

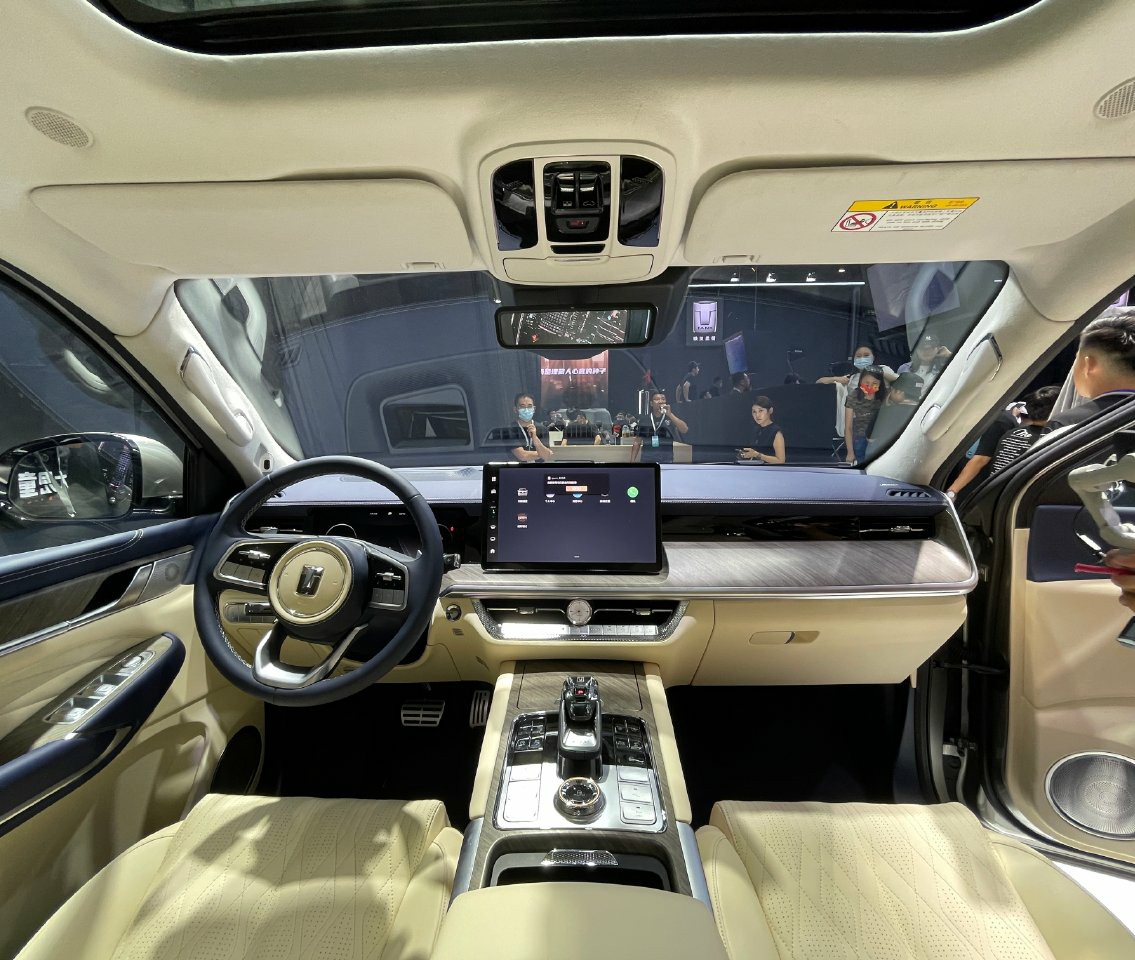
Innenansicht

Der Tank 500 ist ein Geländewagen von Great Wall Motor und nach dem 300 das zweite in Serie gebaute Fahrzeug der Marke Tank.

## Geschichte
Vorgestellt wurde das Fahrzeug im August 2021 im Rahmen der Chengdu Auto Show. Seit März 2022 wird der Geländewagen auf dem chinesischen Heimatmarkt und seit März 2023 in Russland verkauft. Wegen der COVID-19-Pandemie und der Chipkrise wurden anfangs nur wenige Fahrzeuge gebaut, sodass sich die Lieferzeit um bis zu neun Monate verlängerte. Der Tank 500 ist in der Basis 4,88 Meter lang, mit einem optionalen Ersatzrad am Heck steigt die Länge auf 5,08 Meter. Die Baureihe ist als Fünf- oder Siebensitzer verfügbar.
Auto Motor und Sport bezeichnet den Geländewagen als Kopie des Toyota Land Cruiser J20.

## Technische Daten
Angetrieben wurde der Tank 500 zum Marktstart von einem neu entwickelten Dreiliter-V6-Ottomotor mit Turbolader und Mild-Hybrid-Technik. Er leistet 265 kW (360 PS) und soll den Geländewagen in 7,3 Sekunden auf 100 km/h beschleunigen. Die Höchstgeschwindigkeit gibt der Hersteller mit 180 km/h an. Auf dem russischen Markt ist die Leistung des Geländewagens auf 200 kW (299 PS) gedrosselt, wobei die Version Blacktrail, die im Juni 2024 in den Handel kam, stärker ist. Das Fahrzeug hat eine auf einem Leiterrahmen montierte Karosserie und hinten eine Starrachse. Eine Version mit einem Plug-in-Hybrid-Antrieb debütierte im August 2022 und wird seit Juni 2023 verkauft. Die kombinierte Leistung wird hier mit 300 kW (408 PS) angegeben, die Beschleunigung auf 100 km/h soll in 6,9 Sekunden erfolgen. Ein Lithium-Ionen-Akkumulator mit einem Energieinhalt von 37,1 kWh soll eine elektrische Reichweite von 110 km nach CLTC ermöglichen. Eine Version mit einem größeren Akku (59,1 kWh) wurde im April 2024 vorgestellt. Sie kam im Dezember 2024 in den Handel. Auch in Russland gibt es eine elektrifizierte Variante, die jedoch als Voll-Hybrid mit einem 1,75-kWh-Akku ausgeführt ist.
|                                             | 3.0T                       | Blacktrail                 | 3.0T                       | Urban                       | Hi4-T                       | Hi4-T                       | Hi4-Z                       |
| Markt                                       | Russland                   | Russland                   | China                      | Russland                    | China                       | China                       | China                       |
| Bauzeitraum                                 | seit 03/2023               | seit 06/2024               | seit 03/2022               | seit 01/2024                | 06/2023–03/2024             | seit 03/2024                | seit 12/2024                |
| Motorkenndaten                              |                            |                            |                            |                             |                             |                             |                             |
| Motortyp                                    | V6-Ottomotor               | V6-Ottomotor               | V6-Ottomotor               | R4-Ottomotor + Elektromotor | R4-Ottomotor + Elektromotor | R4-Ottomotor + Elektromotor | R4-Ottomotor + Elektromotor |
| Motoraufladung                              | Turbolader                 | Turbolader                 | Turbolader                 | Turbolader                  | Turbolader                  | Turbolader                  | Turbolader                  |
| Hubraum                                     | 2993 cm³                   | 2993 cm³                   | 2993 cm³                   | 1998 cm³                    | 1998 cm³                    | 1998 cm³                    | 1998 cm³                    |
| max. Leistung Verbrennungsmotor bei min−1   | 220 kW (299 PS) / 6000     | 260 kW (354 PS) / 6000     | 265 kW (360 PS) / 6000     | 180 kW (245 PS) / 5500–6000 | 180 kW (245 PS) / 5500–6000 | 180 kW (245 PS) / 6000      | 180 kW (245 PS) / 6000      |
| max. Leistung Elektromotoren                | —                          | —                          | —                          | 40 kW (54 PS)               | 120 kW (163 PS)             | 120 kW (163 PS)             | 455 kW (619 PS)             |
| max. Systemleistung                         | —                          | —                          | —                          | 220 kW (299 PS)             | 300 kW (408 PS)             | 300 kW (408 PS)             | 635 kW (864 PS)             |
| max. Drehmoment Verbrennungsmotor bei min−1 | 500 Nm / 1500–4000         | 500 Nm / 1500–4000         | 500 Nm / 1500–4500         | 380 Nm / 1700–4000          | 380 Nm / 1700–4000          | 380 Nm / 1700–4000          | 380 Nm / 1700–4000          |
| max. Drehmoment Elektromotoren              | —                          | —                          | —                          | 268 Nm                      | 400 Nm                      | 400 Nm                      | 815 Nm                      |
| max. Systemdrehmoment                       | —                          | —                          | —                          | 616 Nm                      | 750 Nm                      | 750 Nm                      | 1195 Nm                     |
| Kraftübertragung                            |                            |                            |                            |                             |                             |                             |                             |
| Antrieb                                     | Allradantrieb              | Allradantrieb              | Allradantrieb              | Allradantrieb               | Allradantrieb               | Allradantrieb               | Allradantrieb               |
| Getriebe                                    | 9-Stufen-Automatikgetriebe | 9-Stufen-Automatikgetriebe | 9-Stufen-Automatikgetriebe | 9-Stufen-Automatikgetriebe  | 9-Stufen-Automatikgetriebe  | 9-Stufen-Automatikgetriebe  | 9-Stufen-Automatikgetriebe  |
| Messwerte                                   |                            |                            |                            |                             |                             |                             |                             |
| Höchstgeschwindigkeit                       | 180 km/h                   | 180 km/h                   | 180 km/h                   | 180 km/h                    | 180 km/h                    | 180 km/h                    | 180 km/h                    |
| Beschleunigung, 0–100 km/h                  | 9,6 s                      | 8,8 s                      | 7,3 s                      | 7,9 s                       | 6,9 s                       | 6,9 s                       | 4,6 s                       |
| Kraftstoffverbrauch auf 100 km (kombiniert) | 11,5 l Super               | 11,5 l Super               | 10,8 l Super               | 8,5 l Super                 | 2,2 l Super                 | 2,1 l Super                 | 0,7 l Super                 |
| Tankinhalt                                  | 80 l                       | 80 l                       | 80 l                       | 80 l                        | 70 l                        | 70 l                        | 77 l                        |
| Abgasnorm                                   | k. A.                      | k. A.                      | China VI                   | k. A.                       | China VI                    | China VI                    | China VI                    |